# ライ王のテラス
ライ王のテラス（癩王のテラス、クメール語: ព្រះលានស្តេចគំលង់, Preah Learn Sdech Kunlung、英語: Terrace of the Leper King, Leper King Terrace）は、カンボジアのアンコール遺跡に属するアンコール・トムの王宮前にある象のテラスのすぐ北側に位置する。
ライ王のテラスは、12世紀末にジャヤーヴァルマン7世のもと、バイヨン様式で築かれたもので、一辺が約25メートル、高さは約6メートルであり、そのU字型の構造物は、王族の火葬場のように使われていたとも考えられる。

## 壁面

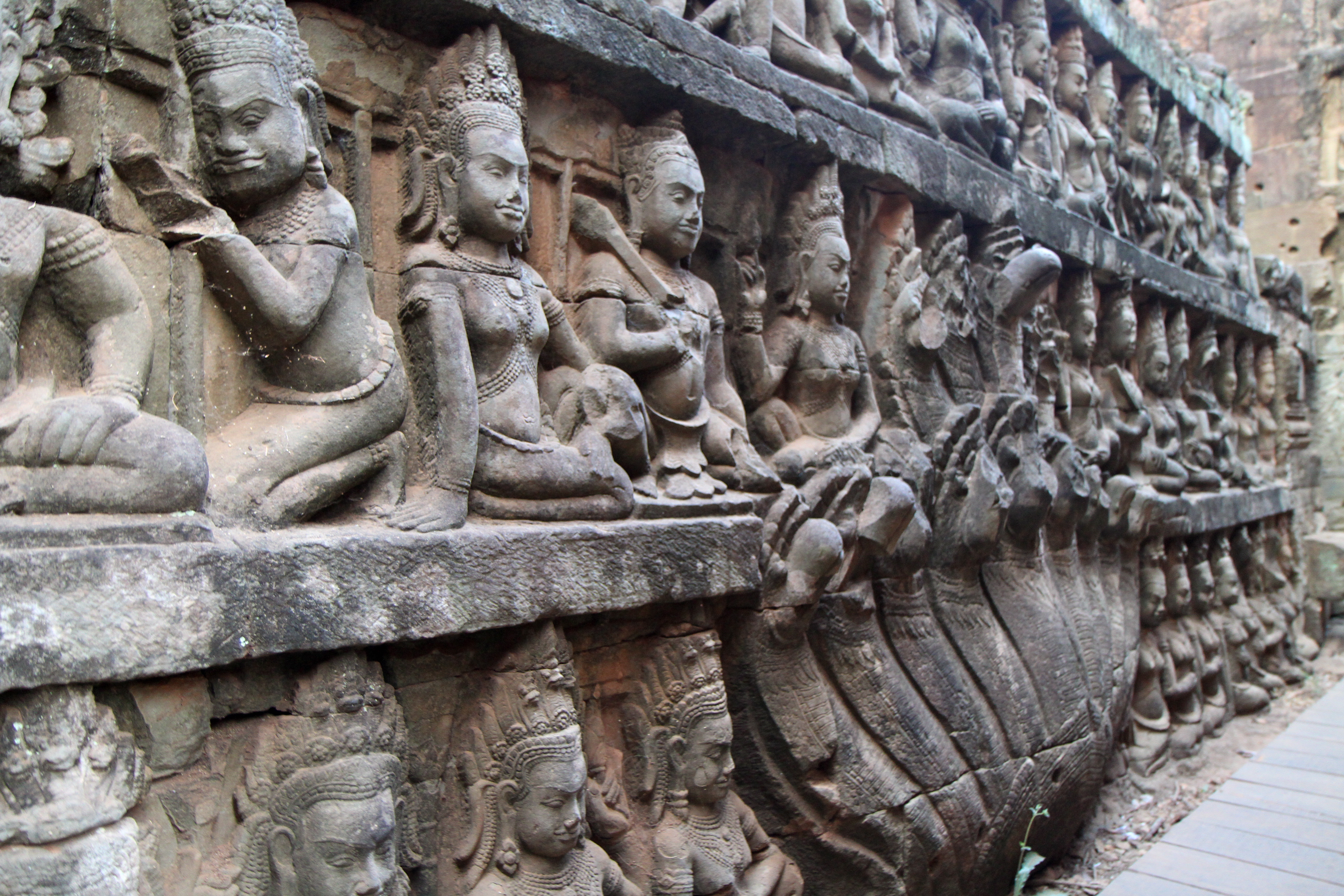
ライ王のテラスのレリーフ

1911年、外壁面の内側に、レリーフのあるもう1つの壁面が確認された。これは、当初の壁面が崩れる前に外壁を拡張し、もとの壁を土砂で埋めたことによる。1994年より、フランス極東学院 (EFEO) によって修復され、南東側の部分において、その二重となった壁面が示されている。

## 名称

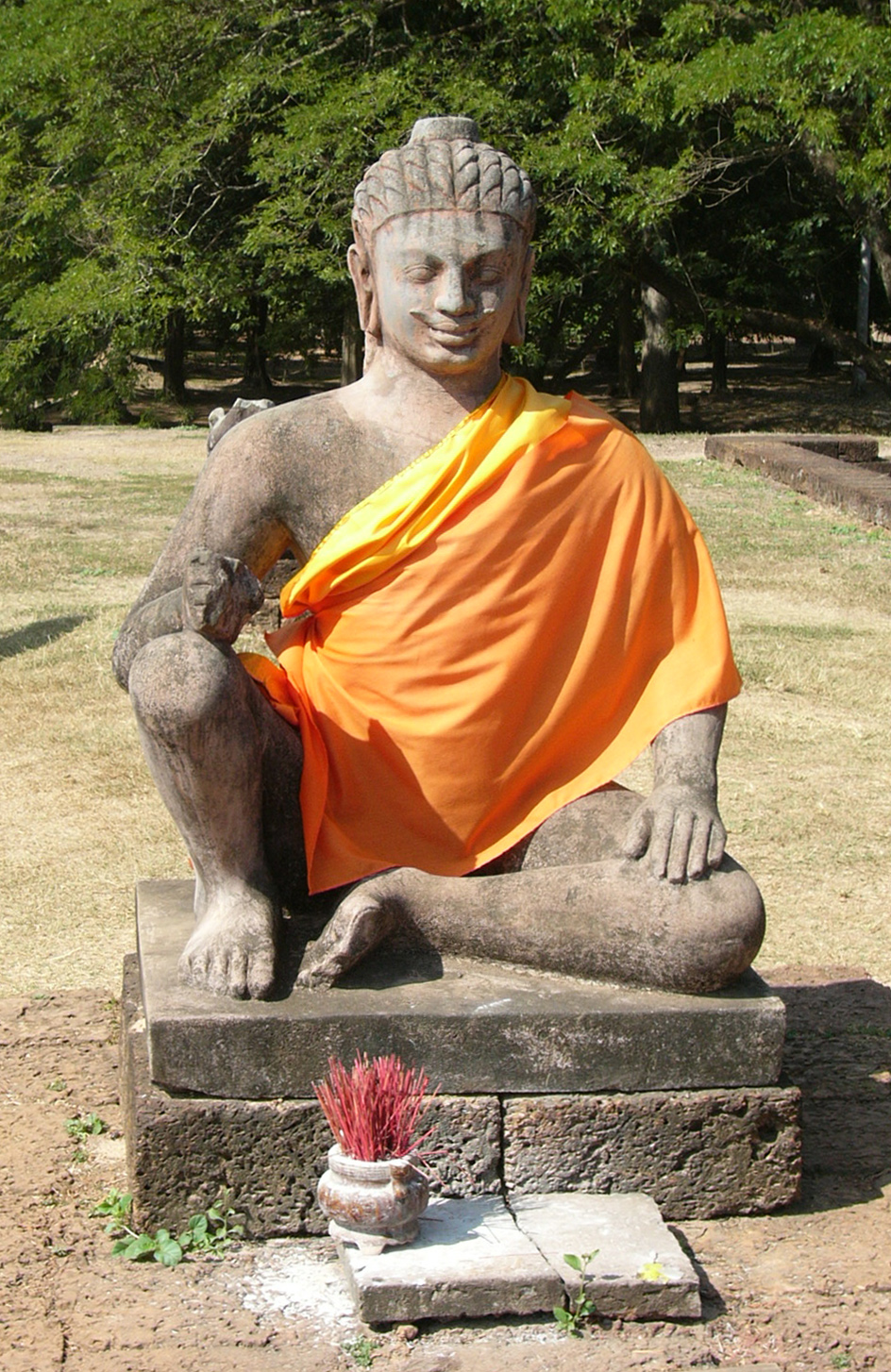
テラス名の由来となったライ王像のレプリカ

現在の名称は、その場所で発見された15世紀の彫像に由来する。片足を立てた坐像はヒンドゥーの死の神であるヤマ（閻魔）を表現している。
その塑像（そぞう）が「ライ王」と称されたのは、変色および苔が増すにつれて、ハンセン病にかかった人を連想させ、また同様に、ハンセン病を患ったアンコールの王ヤショーヴァルマン1世のあるカンボジア伝説に当てはまったことによる。しかしながら、カンボジア人に知られている名前はダルマラーヤ (Dharmaraja) であり、これは元来あった彫像の基部に刻まれていた。
遺跡と彫像を見た後世の人間はクメール王朝の歴史について様々な憶測を巡らせ、現地の人間は彫像が伝説の王であると信じている。この高さ約1メートルの本来の像は、プノンペン国立博物館に収蔵されている。